# Saïd-Albert Guessoum
Pour les articles homonymes, voir Guessoum.
Saïd-Albert Guessoum, né le 25 mars 1934 à Couëron et mort le 19 juillet 2020 à Boulogne-sur-Mer, est un footballeur français.

## Biographie
Albert Guessoum joue pour le FC Nantes de 1954 à 1959, où il apparaîtra 86 fois. Il a ensuite pris sa retraite après un court passage à US Boulogne,. En raison de ses capacités techniques, il est nommé à Nantes « la nouvelle étoile » par France Football.
Il a notamment entraîné Jean-Marc Guillou, qui dira de lui : « L'un d'eux m'a beaucoup appris, non par la parole, mais par son exemple : Guessoum, qui m'avait impressionné quand j'étais cadet à Paimboeuf et que j'ai retrouvé dans l'équipe senior du S.C. Saint-Nazaire où il était devenu joueur-entraîneur. Sa technique m'a beaucoup frappé : la balle lui collait aux pieds. J'ai essayé de l'imiter… »,.
Il meurt le 19 juillet 2020 à l'âge de 86 ans.